# Amajić
Amajić (izvirno srbsko Амајић) je naselje v Srbiji, ki upravno spada pod Občino Mali Zvornik; slednja pa je del Mačvanskega upravnega okraja.

## Demografija
V naselju, katerega izvirno (srbsko-cirilično) ime je Амајић, živi 143 polnoletnih prebivalcev, pri čemer je njihova povprečna starost 37,5 let (36,6 pri moških in 38,3 pri ženskah). Naselje ima 57 gospodinjstev, pri čemer je povprečno število članov na gospodinjstvo 3,25.
To naselje je, glede na rezultate popisa iz leta 2002, večinoma srbsko.
|  |

| Demografija | Demografija     | Demografija     |
| Leto        | Št. prebivalcev | Št. prebivalcev |
| ----------- | --------------- | --------------- |
|             |                 |                 |
|             |                 |                 |
|             |                 |                 |
|             |                 |                 |
| 1948        | 187             |                 |
| 1953        | 189             |                 |
| 1961        | 161             |                 |
| 1971        | 160             |                 |
| 1981        | 165             |                 |
| 1991        | 187             | 187             |
| 2002        | 185             | 186             |
|             |                 |                 |

| Etnična sestava po popisu iz leta 2002 | Etnična sestava po popisu iz leta 2002 | Etnična sestava po popisu iz leta 2002 | Etnična sestava po popisu iz leta 2002 | Etnična sestava po popisu iz leta 2002 |
| -------------------------------------- | -------------------------------------- | -------------------------------------- | -------------------------------------- | -------------------------------------- |
| Srbi                                   | Srbi                                   |                                        | 184                                    | 98,92%                                 |
| Romuni                                 | Romuni                                 |                                        | 1                                      | 0,53%                                  |
| Neznano                                | Neznano                                |                                        | 1                                      | 0,53%                                  |